# Бензинова електростанція

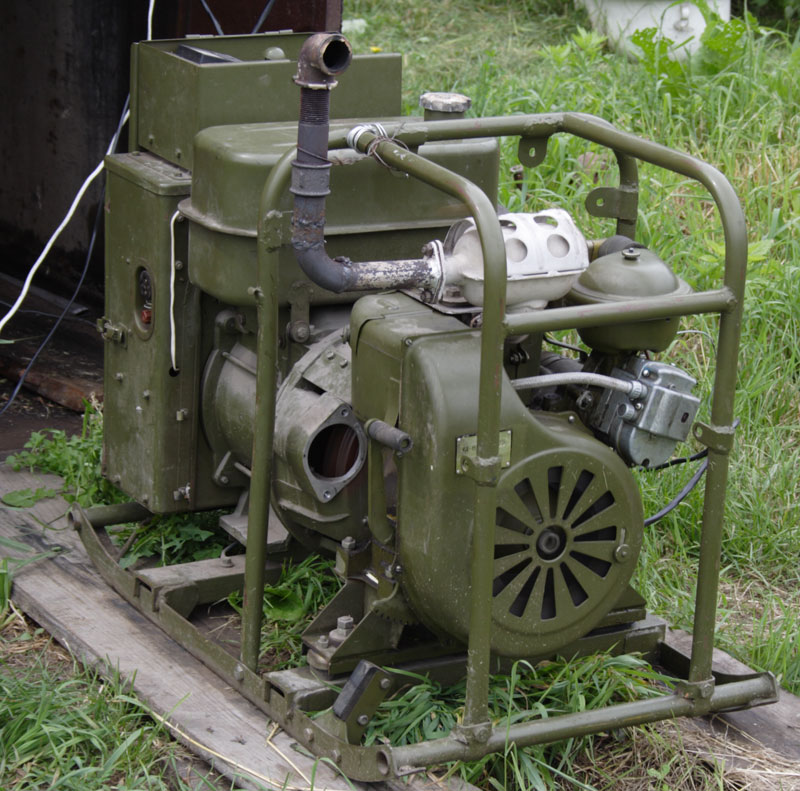
Бензиновий електроагрегат

Бензинова електростанція — принцип роботи цього пристрою полягає у перетворенні теплової енергії палива на електричну. У побуті поширеніше поняття «генератор», хоча це і не зовсім правильно, тому що генератор, це лише складова частина електростанції.
Загалом, всі електростанції можна розділити:
- за призначенням — побутові, професійні;
- по застосуванню — резервні, основні;
- за видом палива — бензин, дизельне паливо, газ;
- за виконанням — відкриті, в шумозахисному корпусі, в контейнері та ін.;
- за видом пуску — ручний, за допомогою пускового шнура (для малогабаритних), електростартерний або автоматичний.

Основними і найпопулярнішими є бензинові та дизельні електростанції.
Бензинова електростанція чи бензогенератор.
Як первинний двигун використовується карбюраторний двигун внутрішнього згоряння (ДВЗ) із зовнішнім сумішоутворенням та іскровим запалюванням. Частина енергії, яка виділяється при згорянні палива, в ДВЗ перетвориться в механічну роботу, а частина, що залишилася — на теплоту. Механічна робота на валу двигуна використовується для вироблення електроенергії генератором електричного струму.
Паливом для бензогенератора слугують високооктанові сорти бензину.
Необхідно зауважити, що бензогенератор — це джерело електроенергії відносно невеликої потужності. Вона підійде в тому випадку, якщо Ви плануєте здійснювати резервне, сезонне або аварійне енергозабезпечення вашого об'єкта. Подібні агрегати зазвичай мають менший ресурс і потужність порівняно з дизель-генераторами, однак зручніші в експлуатації за рахунок меншої ваги, розмірів та рівня шуму під час роботи.

## Варіанти використання бензинових електростанцій
- як резервне джерело електропостачання малої потужності, як в стаціонарному, так і в переносному виконанні;
- як єдино можливого джерела при проведенні аварійно-рятувальних і ремонтних робіт у польових умовах і на віддалених об'єктах;
- для забезпечення електроенергією різного роду пересувних об'єктів.

## Основні переваги бензинових електростанцій
- відносно низька вартість обладнання порівняно з дизельними і газовими електростанціями;
- компактність і хороший показник співвідношення ваги обладнання до величини виробленої енергії;
- легкий пуск в умовах низьких температур;
- невисокий рівень шуму електростанції;
- простота в експлуатації.[3]